# Мажонайское староство
Мажо́найское староство (лит. Mažonų seniūnija) — одно из 8 староств Таурагского района, Таурагского уезда Литвы. Административный центр — деревня Мажонай.

## География
Расположено на западе Литвы, в северной части Таурагского района, в Нижненеманской низменности.
Граничит с Жигайчяйским староством на западе, Таурагским — на юго-западе и юго-востоке, Таурагским городским — на юге, Батакяйским и Скаудвильским — на востоке, Упинским и Шилальским сельским староствами Шилальского района — на севере, а также Дидкиемским староством Шилальского района — на северо-западе.

## Население
Мажонайское староство включает в себя местечко Паграмантис и 49 деревень.